# جويل كين
جويل كين (بالإنجليزية: Joel Caine)‏ هو لاعب دوري الرغبي أسترالي، ولد في 18 سبتمبر 1978.